# Девојчица упознаје свет
Девојчица упознаје свет (енгл. Girl Meets World) америчка је телевизијска серија која се приказивала од 27. јуна 2014. до 20. јануара 2017. године на Дизни каналу. Креатори серије су Мајкл Џејкобс и Ејприл Кели. Представља наставак серије Дечак упознаје свет, са главним улогама које тумаче Роуен Бланчард, Бен Севиџ, Сабрина Карпентер, Пејтон Мејер, Огуст Матуро, Данијел Фишел и Кори Фогелманис.
Серија се фокусира на младу тинејџерку, Рајли Метјуз и њене пријатеље и породицу, посебно на њихов школски живот, у којем је њен оттац Кори наставник историје. Рајли дели јаку везу са својом најбољом пријатељицом Мајом Харт, која јој помаже да научи да се носи са социјалним и личним питањима адолесценције. Неколико улога из Дечак упознаје свет појавило се у својим улогама у серији.

## Радња
Прошло је неколико година откако су се Кори и Топанга Метјуз преселили у Њујорк Сити. Серија прати њихову кћерку, Рајли Метјуз, као и њену најбољу пријатељицу, Мају Харт, које налазе решења за изазове у школи и животу. Заједно са њима налазе се и њихови пријатљи из разреда, Лукас Фрајер и Фаркл Минкус и Рајлин млаљи брат Оги.

## Епизоде
| Сезона | Сезона | Епизоде | Премијерно приказивање (САД) | Премијерно приказивање (САД) | Премијерно приказивање (Србија) | Премијерно приказивање (Србија) |
| Сезона | Сезона | Епизоде | Прва епизода                 | Последња епизода             | Прва епизода                    | Последња епизода                |
| ------ | ------ | ------- | ---------------------------- | ---------------------------- | ------------------------------- | ------------------------------- |
|        | 1      | 20      | 27. јун 2014.                | 27. март 2015.               | TBA                             | TBA                             |
|        | 2      | 30      | 11. мај 2015.                | 11. март 2016.               | TBA                             | TBA                             |
|        | 3      | 21      | 3. јун 2016.                 | 20. јануар 2017.             | TBA                             | TBA                             |